# Хоангльєншон
Хоангльєншон (в'єт. Hoàng Liên Sơn), це гірський масив, розташований у північно-західному В’єтнамі, — південне продовження більш значного хребта  Айлаошань у Китаї. Хоангльєншон простягнувся у південно-східному напрямку від повіту Мионгте (в'єт. Mường Tè), провінція Лайтяу на півночі, до повіту Тханьшон (в'єт. Thanh Sơn), провінція Футхо. Має більшу висоту на північному заході, поступово знижуючись на південний схід. Західний схил має більшу крутизну, ніж східний. У довжину масив простягається на 180 км і має 30 км в ширину.

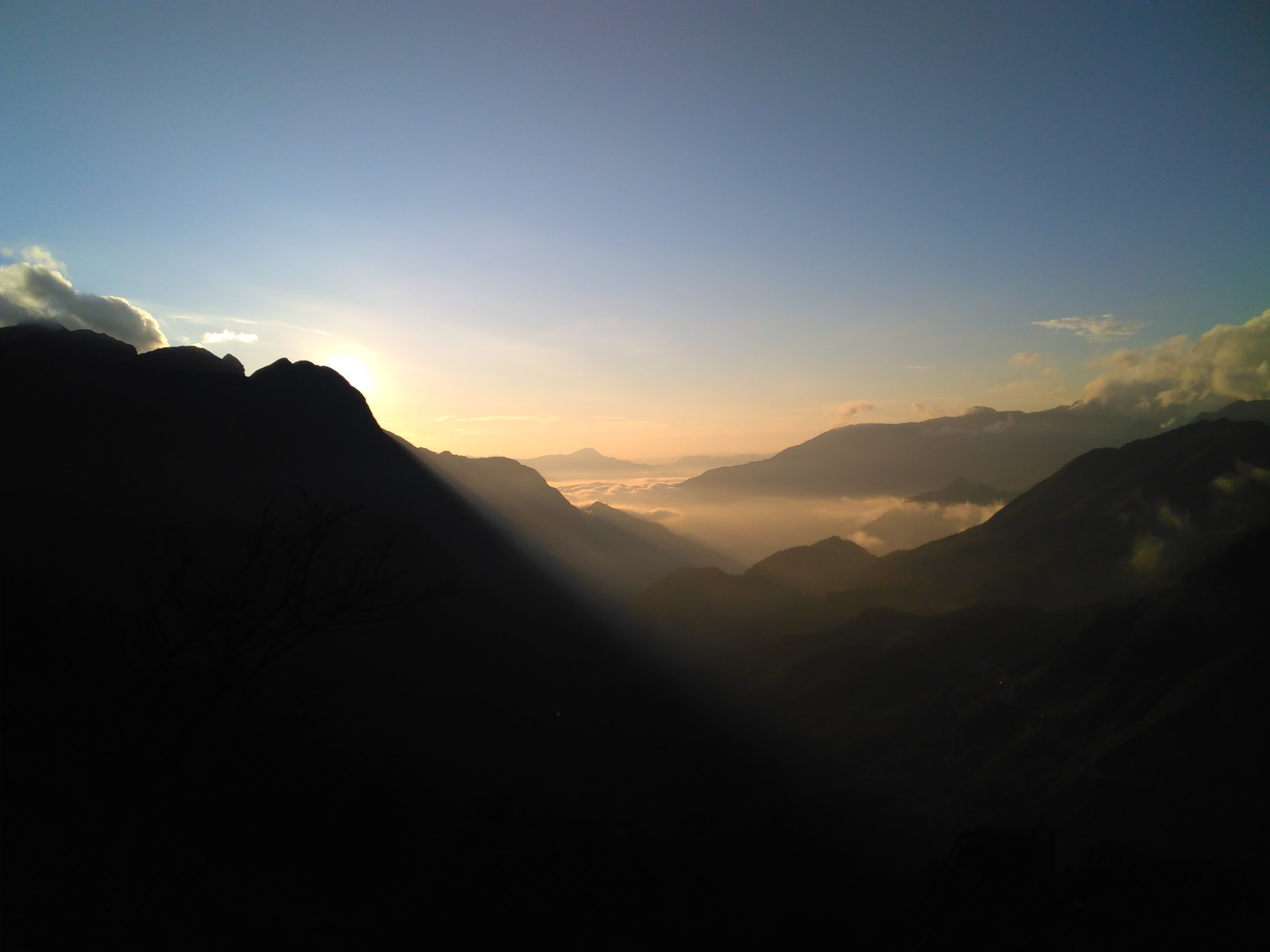
Захід сонця з перевала Окуйхо

Має багато гірських вершин висотою понад 2500 метрів нрм. Тут знаходиться гора Фаншипан (3147 м нрм), найвища вершина В'єтнаму і Індокитаю, також відома як «дах Індокитаю». 
Цей гірський масив лежить між долинами Хонгхи та Да, і є результатом геологічних процесів в розломі Червоної річки. В основному складений сланцевими, вапняковими та іншими метаморфічними породами. 
Належить до типового альпійського, тропічного і субтропічного кліматів. В основному покритий первісними тропічними і субтропічними вічнозеленими дощовими лісами. 
У липні 2002 року В’єтнам заснував національний парк Хоангльєн площею 68 569 га, до якого увійшли місто-повіт Шапа, повіти Ванбан (в'єт. Văn Bàn) і Тхануєн (в'єт. Than Uyên), у національному парку є майже 3000 видів вищіх рослин і понад 500 видів диких тварин.
Назва Хоангльєн походить від рослини коптис, яка в'єтнамською буде «hoàng liên». Тайці називають цей гірський хребет Khau Pha, що означає «ріг неба».